# آسیلی
آسیلی (به انگلیسی: Asili) یک منطقهٔ مسکونی در ایالات متحده آمریکا است که در ساموآی آمریکا واقع شده‌است. آسیلی ۱٫۴ کیلومتر مربع مساحت و ۲۵۰ نفر جمعیت دارد.